# Pochyta solers
Pochyta solers là một loài nhện trong họ Salticidae.
Loài này thuộc chi Pochyta. Pochyta solers được Elizabeth Maria Gifford Peckham & George William Peckham miêu tả năm 1903.